# Thomas Vilaceca
Thomas Vilaceca, né le 6 avril 1990 à Perpignan, est un ex-nageur français de haut niveau.
A réussi sa reconversion et a embrassé un début de carrière au sein des Sapeurs-Pompiers du Gard.
Homme de valeurs, il a été choisi pour relayer la flamme Olympique dans la commune de Céret dans les Pyrénées-Orientales. 

## Biographie
Thomas Vilaceca participe à trois Jeux mondiaux, il est porte-drapeau de la délégation française en 2017.

## Palmarès

### ensauvetage sportif
- Jeux mondiaux de 2013 à Cali (Colombie)
  -  Médaille de bronze en 200 m obstacles
  -  Médaille de bronze en 200 m super sauveteur
  -  Médaille de bronze en relais combiné 4 x 50 m
- Jeux mondiaux de 2017 à Wrocław (Pologne)
  -  Médaille de bronze au relais avec obstacles 4 x 50 m

### ennatation
Jeux méditerranéens
- Jeux méditerranéens de 2009 à Kaohsiung (Taïwan)
  -  Médaille d'or du 200 m papillon

en petit bassin
- Championnats de France en petit bassin 2008 à Angers
  -  Médaille de bronze du 200 m papillon
- Championnats de France en petit bassin 2010 à Chartres
  -  Médaille d'or du 200 m papillon
- Championnats de France en petit bassin 2011 à Angers
  -  Médaille d'or du 200 m papillon
- Championnats de France en petit bassin 2014 à Montpellier
  -  Médaille d'argent du 200 m papillon
- Championnats de France en petit bassin 2015 à Angers
  -  Médaille de bronze du 200 m papillon

en grand bassin
- Championnats de France 2011 à Strasbourg
  -  Médaille d'argent du 200 m papillon
- Championnats de France 2012 à Dunkerque
  -  Médaille d'argent du 200 m papillon
- Championnats de France 2014 à Chartres
  -  Médaille de bronze du 200 m papillon
- Championnats de France 2015 à Montpellier
  -  Médaille d'argent du 200 m papillon